# 巴薩拉貝亞斯卡
巴薩拉貝亞斯卡（羅馬尼亞語：Basarabeasca）是摩爾多瓦的城鎮，也是巴薩拉貝亞斯卡區的首府，位於該國東南部，距離首都基希涅夫94公里，毗鄰與烏克蘭接壤的邊境，2014年人口8,471。

## 外部連結
- （页面存档备份，存于） – unofficial site of Basarabeasca
- Archive.today的存檔，存档日期2006-05-17 – Russian unofficial site